# Luka Kulenović
Luka Kulenović (Toronto, 29 de septiembre de 1999) es un futbolista canadiense, nacionalizado bosnio, que juega en la demarcación de delantero para el Heracles Almelo de la Eredivisie.

## Selección nacional
Hizo su debut con la selección de fútbol de Bosnia y Herzegovina en un partido de la Liga de Naciones de la UEFA 2024-25 contra Alemania que finalizó con un resultado de 7-0 para el combinado alemán tras los goles de Jamal Musiala, Kai Havertz, Leroy Sané, y dobletes de Florian Wirtz y Tim Kleindienst.

## Clubes
| Club                      | País                 | Año       | Partidos | Goles |
| ------------------------- | -------------------- | --------- | -------- | ----- |
| FK Željezničar Banja Luka | Bosnia y Herzegovina | 2018-2019 | 28       | 13    |
| NK Osijek II              | Croacia              | 2019-2020 | 6        | 0     |
| NK Kustošija              | Croacia              | 2020      | 2        | 0     |
| FK Rudar Prijedor         | Bosnia y Herzegovina | 2020-2022 | 51       | 5     |
| FK Sloga Meridian         | Bosnia y Herzegovina | 2022-2023 | 17       | 6     |
| FC Slovan Liberec         | República Checa      | 2023-2024 | 32       | 7     |
| Heracles Almelo           | Países Bajos         | 2024-     | 27       | 10    |